# Gaylord (Minnesota)
Gaylord – miasto w Stanach Zjednoczonych, w stanie Minnesota, w hrabstwie Sibley.